# Captain Toad: Treasure Tracker
Captain Toad: Treasure Tracker (進め! キノピオ隊長, Susume! Kinopio-taichō) est un jeu vidéo de plates-formes et de puzzle co-développé par Nintendo EAD Tokyo Group No. 2 et 1-UP Studio et édité par Nintendo sur Wii U. Il est sorti le 13 novembre 2014 au Japon, le 5 décembre 2014 en Amérique du Nord, le 2 janvier 2015 en Europe et le 3 janvier 2015 en Australie. Un portage sur Nintendo Switch et Nintendo 3DS est sorti pour le 13 juillet 2018.

## Scénario
L'histoire se déroule avant que Mario et ses amis ne partent à l'aventure dans Super Mario 3D World. Alors que le Capitaine Toad et son assistante Toadette trouvent une étoile de puissance et qu'ils se réjouissent de leur trouvaille, un énorme oiseau du nom de Wingo apparaît et la leur vole. Toadette, essayant de la reprendre, se fait enlever avec l'étoile. Le Capitaine Toad part alors à sa rescousse en se débarrassant de divers Maskass et autres monstres en chemin.
Après avoir sauvé Toadette, une cinématique montre comment le capitaine Toad a suivi Mario, Luigi, la Princesse Peach et Toad bleu jusqu'au Royaume des Libella afin d’arrêter Bowser dans Super Mario 3D World dans la version Wii U (et peut-être sur Switch avec une mise à jour), tandis que dans la version Switch et Nintendo 3DS, il suit l'Odyssée, le vaisseau de Mario et Cappy à travers le monde, expliquant ainsi sa présence dans Super Mario Odyssey.

## Système de jeu

### Généralités
Captain Toad: Treasure Tracker est fondé sur les niveaux Les Aventures du Capitaine Toad disponibles dans le jeu Super Mario 3D World sorti en 2013 sur Wii U. Le joueur contrôle le capitaine Toad, accompagné de sa brigade, ou parfois Toadette. Le joueur doit traverser des niveaux parsemés de divers obstacles dans le but de récolter des étoiles de puissance comme dans Super Mario 64. Chaque niveau possède également trois super diamants cachés ainsi qu'un objectif supplémentaire différent facultatif. Le capitaine Toad ne peut pas sauter mais peut activer différents mécanismes pour se déplacer sur les différents étages des différents niveaux qui se présentent sous forme de cubes en vue isométrique. Pour se défendre des différents ennemis présents, il peut utiliser une super pioche, ressemblant au marteau du jeu Donkey Kong, ou les navets, issus de Super Mario Bros. 2.
Pour s'orienter, le joueur peut déplacer librement la caméra pour observer l'intégralité du niveau ou zoomer sur un endroit spécifique. Les fonctionnalités du GamePad comme l'écran tactile et les mouvements gyroscopiques sont utilisées pour manipuler les plates-formes ou se déplacer dans des chariots de mine.
Le jeu est également compatible avec la figurine amiibo de Toad après une mise à jour déployée le 20 mars 2015.

### Pouvoirs et objets
- Super champignon : le super champignon permet au capitaine Toad et à Toadette de grandir.
- Navet : comme dans Super Mario Bros. 2, le navet peut être lancé sur les ennemis pour les éliminer.
- Super pioche : la super pioche permet de détruire des blocs et des ennemis pendant une courte durée.
- Double cerise : la double cerise permet de créer un double du capitaine Toad.
- Champignon 1up : un champignon vert qui donne une vie supplémentaire.
- Champignon arc-en-ciel : le champignon arc-en-ciel apparaît uniquement si le joueur perd plusieurs vies dans un même niveau. En l'utilisant, il devient invincible jusqu'à la fin de ce niveau.
- Champignon doré : comme dans New Super Mario Bros. 2, le champignon doré donne 50 pièces.

## Développement

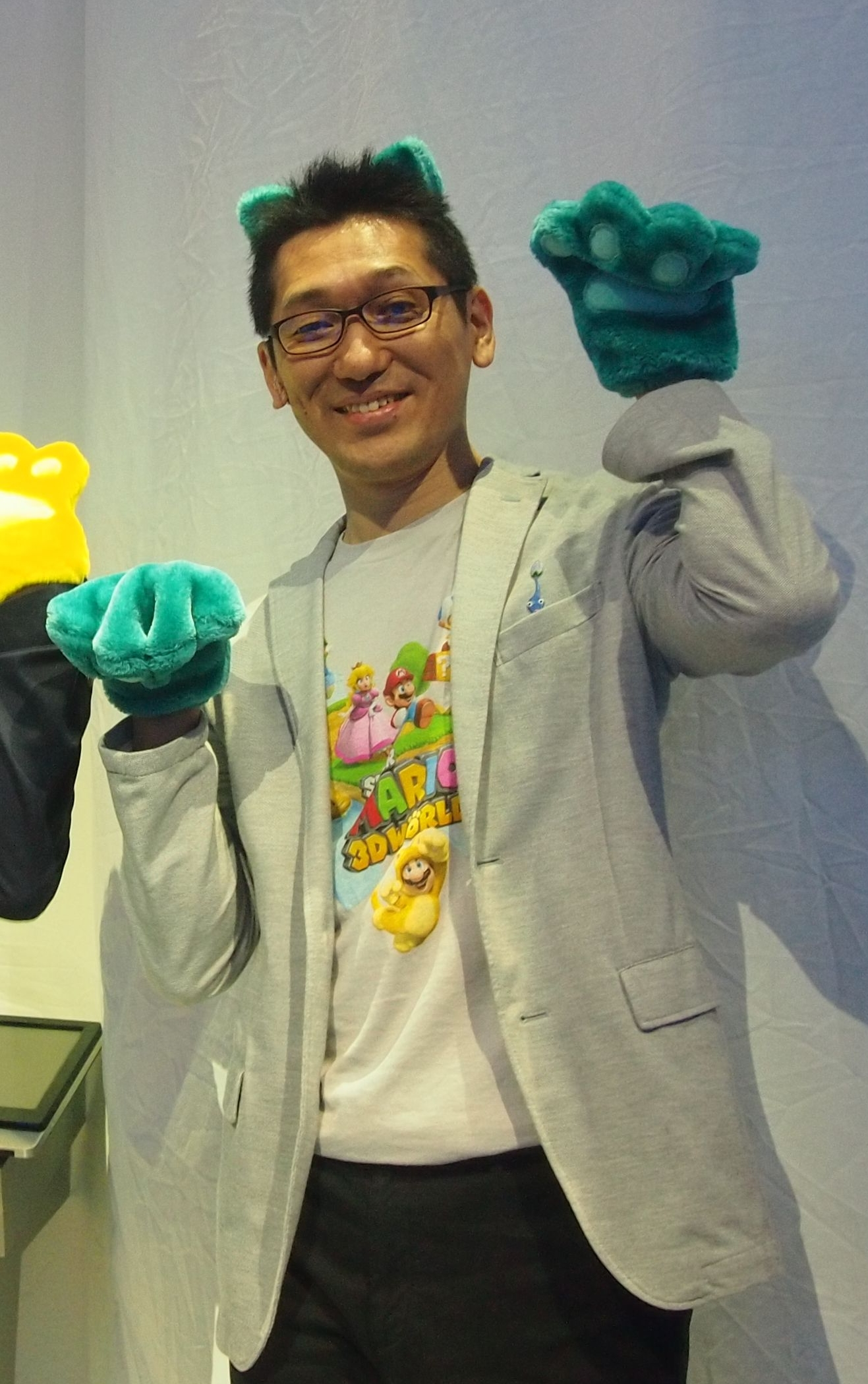
Koichi Hayashida (pris en photo ici pour promouvoir Super Mario 3D World à l'E3 2013), producteur du jeu.

À l'origine, le jeu n'est qu'une démo technique avec Link de la série The Legend of Zelda comme personnage principal. Lorsque le directeur du jeu, Shinya Hiratake, fait une démonstration de la démo à Shigeru Miyamoto, celui-ci en est impressionné et désire que le principe de la démo soit introduit dans le prochain jeu de la série Super Mario à l'époque, soit dans Super Mario 3D World. Ainsi, capitaine Toad prend la place de Link comme personnage principal, et la démo est introduite sous forme de niveaux spéciaux nommé Les Aventures du Capitaine Toad,.
Le jeu est commercialisé le 13 novembre 2014 au Japon, le 5 décembre en Amérique du Nord, le 2 janvier 2015 en Europe et le 3 janvier en Australie.
Le 8 mars 2018, lors d'un Nintendo Direct, le jeu est annoncé sur Nintendo Switch et Nintendo 3DS pour le 13 juillet 2018. Le portage inclut de nouveaux niveaux inspirés de Super Mario Odyssey ainsi qu'un mode à deux joueurs sur Switch.
Une mise à jour gratuite disponible depuis le 30 juillet 2019 ajoute la compatibilité avec les Lunettes VR Toy-Con du kit VR de Nintendo Labo sur la version Nintendo Switch. Cette mise à jour permet de jouer à quatre stages en réalité virtuelle, afin de découvrir une nouvelle perspective de ces derniers. Elle est accompagnée d'un écran de sélection de stage pouvant être visualisé à 360°,.

## Accueil
Le jeu a été bien accueilli par la presse spécialisée. Les agrégateurs Metacritic et GameRankings ont pondéré tous deux une note de 81 %,.
Eurogamer affirme que Captain Toad: Treasure Tracker est « le meilleur chapitre dérivé d'une série populaire (spin-off) et une façon appropriée d'introduire le personnage de Toad à sa propre série à la suite des tableaux qui lui étaient réservés dans Super Mario 3D World ». De plus, cette critique affirme que Captain Toad: Treasure Tracker est un témoin bien vivant de la volonté des créateurs chez Nintendo de continuer à expérimenter avec les jeux de reconnaissance spatiale en trois dimensions.
La chronique Digital Foundry (Eurogamer) s'attarde davantage aux prouesses techniques du logiciel. John Linneman note que le jeu tourne à 60 images par seconde sans jamais broncher et conclut que les créateurs de Captain Toad: Treasure Tracker ont su réaliser une œuvre en se servant au maximum des capacités techniques du système tout en se gardant bien d'abuser de leurs limites. La plupart des critiques chantent les louanges du jeu en raison de ses graphismes colorés, truculents ainsi qu'au design attachant du personnage principal dont l'expressivité le sert très bien.